# Công nương Alice, Công tước phu nhân xứ Gloucester
Princess Alice, Công tước phu nhân xứ Gloucester (tiếng Anh: Princess Alice, Duchess of Gloucester, nguyên danh Lady Alice Christabel Montagu Douglas Scott; 25 tháng 12 năm 1901 – 29 tháng 10 năm 2004) là vợ của Vương tử Henry, Công tước xứ Gloucester, con trai thứ ba của Quốc vương George V và Vương hậu Mary của Vương quốc Anh. Bà trở thành Vương tức thông qua kết hôn với Vương tử Henry và trở thành em dâu của cựu vương Edward VIII và Quốc vương George VI. Theo vai vế, bà là thím của Vương tôn nữ Elizabeth, sau này là Nữ vương Elizabeth II. Bà là mẹ của Vương tôn William xứ Gloucester và Vương tôn Richard, sau này là Công tước xứ Gloucester.

## Thời thơ ấu
Lady Alice Christabel sinh ra tại Montagu House, Whitehall, London, vào đúng ngày Giáng sinh năm 1901. Cha bà là Công tước xứ Buccleuch thứ 7 đồng thời là Công tước xứ Queensberry thứ 9, mẹ bà là Lady Margaret Alice "Molly" Bridgeman, con gái của Bá tước xứ Bradford thứ 4. Chị họ của Alice, Marian Montagu Douglas Scott, là bà nội của Sarah Ferguson, Công tước phu nhân xứ York. Bà là một hậu duệ của Quốc vương Charles II thông qua người con trai cả nhưng bất hợp pháp của ông, James Scott, Công tước thứ nhất của Monmouth, một nhà chính trị lớn trong những năm dẫn đến Cách mạng Vinh quang. Vì Alice được sinh ra vào đúng ngày Giáng sinh nên bà được đặt tên đệm là Christabel.
Alice đã dành phần lớn thời thơ ấu của mình để qua lại "giữa những dinh thự tráng lệ": Dinh thự Boughton ở Northamptonshire, Lâu đài Drumlanrig ở Dumfries và Galloway, và Bowhill ở biên giới Scotland.

Một lần suýt chết đuối ở tuổi 14 đã khiến Alice ý thức được việc tận dụng tối đa mỗi ngày. Bị mắc kẹt trong dòng chảy ở Solway Firth, Alice nghĩ rằng mình sắp chết và đã cầu nguyện Chúa, cầu xin một phép màu được cứu sống, bù lại bà sẽ cống hiến bản thân cho các dịch vụ cộng đồng:
"Ngay tức khắc chân tôi chạm vào đá. Tôi đã có thể đứng dậy và thở trở lại. Tôi được đẩy xuống một đoạn dọc theo bờ. Một số ngôi nhà xuất hiện bên tay trái của tôi nhưng những tảng đá cứ như một rạn san hô và tôi đã có thể len lỏi qua chúng để trở lại vùng nước nông mà không gặp rủi ro nào nữa....Được trở lại cuộc đời, tôi đã hứa sẽ cống hiến nó cho những mục đích hữu ích; nhưng dường như không có bất cứ điều gì cần sự giúp đỡ của tôi để tôi thực hiện điều ấy. Vì vậy, sau khi trải qua một loạt các sự kiện bất ngờ, một ngày nọ tôi thấy mình được phép sống một cuộc đời nghĩa vụ phục vụ đất nước, một lời thề rất bí mật đã được thực hiện."
Alice theo học trường tư nữ sinh St.James, ở West Malvern, Worrouershire, sau đó đến Pháp, Kenya và Ấn Độ. Sau khi học ở West Malvern, bà dành một năm ở Paris "trước khi trở về nhà để ra mắt tại triều đình vào năm 1920". Alice thích trượt tuyết, cưỡi ngựa và săn bắn và cũng là một người vẽ tranh màu nước khá giỏi. Một bức tranh của bà được vẽ gần Archers Post ở Kenya, hiện tại thuộc Bộ sưu tập Vương thất.

## Hôn nhân
Người anh trai thứ của Lady Alice, Lord William " Billy" Scott hoạt động trong Trung đoàn Kỵ binh Vương thất số 10 ( 10th Royal Hussars) , tại đây ông đã làm quen và kết thân với Vương tử Henry, con trai thứ 3 của Quốc vương George V. Trong những năm thập niên 20, cả hai càng ngày càng trở nên thân thiết và Vương tử trở thành khách quen thường xuyên lui tới Dinh thự Montagu.

Mùa hè năm 1935, sau hơn 1 năm thám hiểm ở Kenya, Alice được triệu về Anh vì sức khoẻ của cha bà lúc này rất yếu. Cùng khoảng thời gian đó, Vương hậu Mary cũng gây áp lực lên con trai của mình, Henry nhằm đốc thúc ông kết hôn và ổn định cuộc sống. Alice và Henry đã trải qua mùa hè cùng nhau tại dinh thự của vợ chồng Bá tước xứ Athlone, dành mỗi buổi sáng để đi dạo trong công viên và chuẩn bị cho giải đua ngựa Royal Ascot hằng năm. Cuối mùa hè cùng năm, Vương tử Henry cầu hôn Lady Alice và nhận được sự đồng ý của bà, việc đính hôn được Quốc Vuơng George V và Vuơng hậu Mary công bố với báo chí vào ngày 1 tháng 9 năm 1935.  Buổi cầu hôn đó, mà theo Alice viết lại trong cuốn hồi kí của bà nhiều năm sau thì nó " chẳng hề lãng mạn gì", rằng Henry thì " vô cùng ngại ngùng và rụt rè"
"Không hề có lời cầu hôn chính thức nào từ Vuơng tử, anh ấy bỗng dưng lẩm bẩm về chuyện hôn nhân với tôi vào một buổi sáng khi cả hai đang đi dạo trong công viên" - bà viết
Lady Alice Montagu Douglas-Scott kết hôn với Vương tử Henry vào ngày 6 tháng 11 năm 1935 tại Nhà nguyện riêng của Cung điện Buckingham. Ban đầu, hôn lễ được lên kế hoạch sẽ diễn ra tại Tu viện Westminster, giống như 3 người con trước của Quốc vương George V. Tuy nhiên, 3 tuần trước đám cưới, cha của Alice, Công tước xứ Buccleuch thứ 7 qua đời vì ung thư, cũng như là sức khoẻ đang suy yếu của Vua George V dẫn đến việc kế hoạch tổ chức hôn lễ bị cắt giảm xuống quy mô nhỏ hơn. Sau khi kết hôn, Alice được gọi là Công tước phu nhân xứ Gloucester [ Her Royal Highess The Duchess of Gloucester]  do chồng của bà, Vương tử Henry đã được phong tước vị  Công tước xứ Gloucester [ His Royal Highness The Duke of Gloucester]  vào năm 1928.
Sau hai lần sẩy thai, Công tước và Công tước phu nhân xứ Gloucester có 2 người con trai lần lượt:
1. Vương tôn William xứ Gloucester( sinh ngày 18 tháng 12 năm 1941 - mất ngày 28 tháng 8 năm 1972). Là trưởng tử, Vuơng tôn là người thừa kế tước vị từ lúc sinh ra. Tuy nhiên, vì ông qua đời trước cha mình đồng thời không có hậu duệ nên dòng tước được thừa kế bởi em trai.
2. Vương tôn Richard xứ Gloucester ( sinh ngày 26 tháng 8 năm 1944). Là con trai thứ, tuy nhiên sự qua đời đột ngột của anh trai William khiến ông trở thành người kế vị dòng tước Gloucester. Năm 1974, kế vị cha mình trở thành Công tước xứ Gloucester.

## Nhận định
Hugo Vickers miêu tả Công tước phu nhân xứ Gloucester là "một người rất kín đáo, không được công chúng biết đến rộng rãi" mặc dù bà là người phụ nữ có địa vị cao thứ ba trong vương thất Anh vào thời điểm kết hôn. Alice được cho rằng không thích tham dự các đại tiệc của vương thất. Peter Townsend nói về Alice: "Bà ấy sở hữu vẻ ngoài cổ điển, nhẹ nhàng và toát ra vẻ chân thành từ khuôn mặt rất hiền từ. Nhưng bà ấy rất rụt rè, vì vậy, một cuộc trò chuyện với bà ấy đôi khi bị dừng lại và không thể tiếp tục. Tôi cảm thấy rằng bà ấy có quá nhiều điều để nói, nhưng lại không biết phải nói ra như thế nào". Alice tự viết trong cuốn tự truyện của mình:
"Tôi rất nhút nhát và khá tròn trịa, tôi thực hiện lễ ra mắt một cách khổ sở tại một buổi khiêu vũ ở lâu đài Windsor trong tiệc sinh nhật của Vương nữ Mary (con gái Quốc vương George V và Vương hậu Mary) trong một chiếc đầm bằng vải sa tanh trắng bó sát..."
Trên đường lái xe về nhà từ tang lễ của cựu Thủ tướng Winston Churchill năm 1965, Công tước phu nhân xứ Gloucester bị thương nặng sau khi chồng bà ngủ gật trong khi lái xe (hoặc có thể bị đột quỵ). Bà kể về sự việc này trong một cuốn sách:
"Tôi thường ngồi bên cạnh anh ấy để nắm lấy vô lăng hoặc đạp chân lên phanh nếu anh ấy ngủ quên hoặc mất kiểm soát, nhưng trong lần đó, tôi cũng đã ngủ quên. Rõ ràng là chiếc xe bị trượt khỏi đường sau đó lật ngược trên một cánh đồng bắp cải. Henry may mắn hơn vì được văng qua cửa xe đang mở và rơi vào một mớ cây tầm ma và cây mâm xôi."
Vương thái hậu Elizabeth nêu cảm nhận của mình về Alice sau khi con trai cả của bà, Vương tôn William xứ Gloucester, qua đời trong một vụ tai nạn máy bay năm 1972: "Vụ tai nạn thương tâm là một cú sốc lớn đối với toàn bộ gia đình, nhưng tôi cảm thấy tuyệt vọng thay cho người mẹ bé nhỏ thân yêu của William. Bà ấy có dũng khí của một con sư tử và đã phải chịu quá nhiều trận gió độc trong vài năm qua...". Chính Alice sau đó đã thừa nhận sau cái chết của con trai mình: "Tôi hoàn toàn choáng váng và chưa bao giờ giống như vậy kể từ lần đó."

## Góa phụ
Ngày 10 tháng 6 năm 1974, Công tước xứ Gloucester qua đời và tước hiệu [The Duke of Gloucester] được kế thừa bởi con trai thứ hai của họ, Công tử Richard. Theo đó, con dâu bà trở thành [Her Royal Highness The Duchess of Gloucester; Công tước phu nhân xứ Gloucester Điện hạ] và Alice sẽ nhận tước hiệu [Her Royal Highness The Dowager Duchess of Gloucester; Công tước phu nhân góa phụ xứ Gloucester Điện hạ], tuy nhiên bà đã xin cháu gái của mình, Nữ vương Elizabeth II, cho phép bà sử dụng tước hiệu [Her Royal Highness Princess Alice, Duchess of Gloucester] để phân biệt với con dâu. Nữ vương đã chấp thuận thỉnh cầu của Alice dù bà chưa từng là một [Princess] trước đây.
Năm 1994, Princess Alice chuyển đến cung điện Kensington sống cùng với vợ chồng con trai, Công tước và Công tước phu nhân xứ Gloucester hiện tại. Năm 1999, Công tước xứ Gloucester ra thông cáo với báo chí rằng do sức khỏe không đảm bảo, mẹ ông sẽ không còn xuất hiện tại các sự kiện bên ngoài cung điện Kensington, bà chính thức rút lui khỏi các nghĩa vụ vương thất ở tuổi 98. Vào tháng 7 năm 2000, Công tước cho biết Vương tức Alice đã trở nên "ngày càng hay quên".
Vào tháng 12 năm 2001, vương thất Anh đã tổ chức một buổi lễ mừng sinh nhật lần thứ 100 của Vương tức Alice. Đây là lần xuất hiện công khai cuối cùng của bà (cũng như lần xuất hiện công khai cuối cùng của Vương nữ Margaret, em gái của Nữ vương, bà mất ngày 9 tháng 2 năm 2002).
Vương tức Alice qua đời trong giấc ngủ vào ngày 29 tháng 10 năm 2004 tại cung điện Kensington ở tuổi 102. Tang lễ của bà được tổ chức vào ngày 5 tháng 11 năm 2004, tại nhà nguyện St. George, Windsor và được an táng bên cạnh chồng mình và con trai lớn, Công tử William, tại nghĩa trang vương thất Frogmore.

## Tước vị
25 tháng 12 năm 1901 – 5 tháng 11 năm 1935: Công nữ Alice Montagu Douglas Scott
6 tháng 11 năm 1935 – 10 tháng 6 năm 1974: Công tước phu nhân xứ Gloucester Điện hạ
10 tháng 6 năm 1974 – 29 tháng 10 năm 2004: Công nương Alice, Bà Công tước xứ Gloucester Điện hạ